# Svir (Biélorussie)
Svir (en biélorusse : Свір, en alphabet łacinka : Svir) ou Svir (en russe : Свирь) est une commune urbaine de la voblast de Minsk, en Biélorussie. Sa population s'élevait à 914 habitants en 2019.

## Géographie
Svir est situé près du lac Svir, à 45 km à l'ouest de Miadzel, 180 km de Minsk.

## Population
Recensements (*) ou estimations de la population :
| 1897* | 1959* | 1970* | 1979* | 1989* | 1999* | 2009* |
| ----- | ----- | ----- | ----- | ----- | ----- | ----- |
| 1 686 | 3 757 | 1 923 | 1 669 | 1 357 | 1 400 | 1 055 |

| 2011  | 2012 | 2013 | 2014 | 2015 | 2016 | 2019 |
| ----- | ---- | ---- | ---- | ---- | ---- | ---- |
| 1 018 | 987  | 966  | 928  | 915  | 909  | 914  |

## Personnalités
- Max Gordon (1903-1989), producteur de jazz américain, fondateur du club de jazz Village Vanguard à New York..
- Balosher Aba (1873-1944), écrivain juif, journaliste.